# Йордан Ковачев
Вижте пояснителната страница за други личности с името Йордан Ковачев.
Йордан Методиев Ковачев е поет, белетрист, драматург, преводач и юрист, както и виден български толстоист предан на идеята за по-справедлив и съвършен свят, вегетарианец, въздържател, читалищен и кооперативен деец, есперантист, основател на Лигата за защита на човешките права.

## Биография
Йордан Ковачев е роден на 18 октомври 1895 година в град Пещера, България, в семейство на изселници от Македония. Баща му е от Белица, Разложко, преселил се в Пещера, където създава семейство и работи като съдия. Йордан завършва основно образование в Пещера, гимназия в Пловдив през 1914 г. През 1919 г. завършва право в София, след което се установява да живее и работи в Пловдив.

### Политик и общественик
От 1919 г. е член на БЗНС. Участва в XV конгрес на БЗНС през 1919 г. Привлечен от идеите на Драгиев за кратко публикува статии във в-к Земеделска правда. Членува в БЗНС – Врабча, без да участва активно в земеделските разпри. Като кандидат за народен представител 1938 г. е интерниран в Несебър за да се усоети избирането му. Научил за интернирането му, за него се застъпва Дж. Лансбъри с писмо до цар Борис Трети от 24 март 1938 г. На съюзната конференция – 14/15.10.1944 г. заедно с група гичевисти се приобщават към БЗНС – Ал. Стамболийски, а след една година е сключено и обединението с подписите на Димитър Гичев и Никола Петков. Избран е за депутат на Обединената Опозиция в VI велико народно събрание (1946 – 1949) като присъства в работата му до 26 август 1947 година (участва активно в изработването на проекта за Конституция на Обединената Опозиция). След разтурянето ѝ е затворен в лагера „Куциян“ 01.11.1947 – 01.05.1948 г. Два пъти е затварян в лагера Белене: 29.04.1951 – 28.04.1952 г. и 11.07.1957 – 19.12.1958 г. На 25.10.1957 г. група културни дейци, между които акад. Людмил Стоянов и Христо Радевски – председател на СБП, правят неуспешна постъпка за освобождаването му от лагера. По искане на Интернационала на борците против войната членът на британския парламент Фенър Брокуей отправя писмо до Президиума на НС. Посланието, подписано от 15 британски парламентаристи гласи: „Ние смело заявяваме, че освобождаването на Ковачев ще издигне името на България в много страни, където делата му са известни...“ При всяко арестуване на Ковачев му конфискуват книги и ръкописи, а след всяко „освобождаване“ е в неузнаваем вид и с разбито здраве.
Адвокат е от 1920 г. Защитава преследваните земеделци и комунисти от 1923 до 1944 г., както и българските толстоисти при отказа им от военна служба. Защитава и подсъдими по политическите процеси на нелегалната БКП (т.нар. есперантско и ученическо дело). Защитник е и на Трифон Кунев и Никола Д. Петков, но този път вече пред комунистическия съд, за което заплаща с трикратно въдворяване в концентрационните лагери Куциян и Персин. Изявява се като активен поборник за отмяна на смъртното наказание. В-к Стършел публикува редица пасквили, един от които пряко насочен срещу адвоката защитник Й. Ковачев във връзка с процеса на Н. Петков. Лишен е, както и сина му Методи, от правото на адвокатска практика през 1947 г. Забранен и като писател и публицист, Ковачев се издържа от скромна пенсия и от преводи. Не му разрешават други публикации освен преводи от руски. Така през 1954 г. изд. Народна култура издава „Избрани стихотворения от М.Ю.Лермонтов“, където са поместени 3 стихотворения в негов превод. Здравето му е сериозно влошено, боледува от няколко тежки болести. Умира на 19 февруари 1966 г. На 29 март 1990 г. е реабилитиран с решение на IX народно събрание.

### Писател и публицист
Първото му стихотворение „Есенна пролет“ е публикувано в 1914 г., а първата му стихосбирка „Моето утро“ е издадена 1924 г. Творчеството му се проявява в различни литературни жанрове-поезия, разкази, театър и преводи от руски и френски. Културната общественост го познава като автор на стихове, разкази, легенди, драми, преводи от руски, френски и английски език. Не по-малко плодовита е и публицистичната и журналистическата му дейност. Редактира седмичника „Свобода“ 1923 – 1934 г. – орган на вегетарианското движение, в-к „Нов живот“ 1935 – 1949 г. Сътрудничи в сп. „Възраждане 1918 – 1934 г., в „Светлоструй“, „Мисъл и воля“, „Мисъл“, „Литературен глас“, „Кавал“, Народно земеделско знаме“ и др.
Председател е на Съюза на писателите от провинцията в България (замества на този пост самоубилия се поет Н. В. Ракитин) 1934 – 1944 г., когато той се влива в Съюза на българските писатели. През 1932 г. е приет за почетен член на Международния съюз на писателите демократи със седалище Париж.
На 01.11.1944 г. в Пловдив изнася беседа „Великият непознат. Политическите и стопанските идеали на БЗНС“, в която излага и обосновава земеделските си идеи. Посреща земеделските водачи за големия земеделски събор – 24.12.1944 г. в Пловдив.
Изданието на преводите на Толстой в последните години на живота му (1965), както и награждаването с орден „Кирил и Методий“ I степен е формален опит за официална реабилитация и признание на разностранната му творческа дейност от страна на официалния режим.
Из писмо до Борис Делчев:“...Ако пък с твоя поход срещу мене се прибавя нещо към твоята известност или благонадеждност – радостта ми ще бъде по-голяма. И ти нещо спечелваш – и аз нищо не губя. ...“

## Българският Махатма Ганди
„Има защо да се върви след светлите знамена на духа през всяко време, че страданието за истината, без което няма ни творчество, ни изкуство, има смисъл дори тогава, когато измамната картина на външния живот ни уверява, че вече е свършено с всичко благородно и мило.“ Йордан Ковачев
Йордан Ковачев е многолика личност. Адепт на ненасилието той става жертва на диктатурата на властта в България.
От ранни младини сътрудничи и помага на хуманитарни движения като вегетарианското. Той е един от основателите на Българския вегетариански съюз през 1914 г., на Българското вегетарианско кооперативно дружество през 1919 г., инициатор за образуването на тяхното кооперативно стопанство в с. Мечкюр, дн. Пловдивски кв. Прослав-1926 г. Участва във въздържателното, есперантското дружества. От 1928 г. е член на „Интернационала на борците против войната“ (International des résistants contre la guerre), със седалище в гр. Инфилд, Англия, а от 1935 до 1947 г. е и член на Международния му съвет. Участва в конгресите му във Виена 1928 г., където се запознава с д-р Радженат Прасад, сподвижник на Махатма Ганди и първи президент на Свободна Индия – 1947 г. Това е организация, която обявява войната и приготовленията за война за престъпления срещу човечеството. През 1931 г. участва в Международното движение за помирение в Лионза, както и в неговите заседания в гр. Билтхофен, Холандия 1939 г. Застава на активна позиция против расизма и антисемитизма, като през 1943 г. се обявява в защита на заплашените от изпращането им в Германия евреи. Йордан Ковачев е най-видния представител на българския толстоизъм. Среща се със секретаря на Лев Толстой Валентин Булгаков, когато посещава България през 1924 г. Гостува на видния руски толстоист Павел Бирюков в Женева. На симпозиум в Русия, посветен на 130-ата годишнина от рождението на Л. Н. Толстой, западен участник заявява: „На Запад съществува мнението, че най-добрият познавач на творчеството на Толстой и толстоизма извън границите на Русия е българинът Йордан Ковачев“. През 1960 г. Ковачев пътува из СССР в обикновена туристическа група и отива, с още двама български писатели в Ясна поляна, на честванията на 132-годишнина от рождението на Лев Толстой, като се среща повторно с Булгаков, по чиято покана произнася реч.
Става последовател на икономическата теория на Хенри Джордж, като превежда трудовете му. Публикува брошура „На борба с бедността“ в която излага учението на Хенри Джордж.
Участва в няколко международни анкети между най-големите имена на учени и интелектуалци:
- „Пътищата към мира“ – 1931 г., водена от румънския писател Еужен Релжис.
- „Проблемата за смъртното наказание“ – 1931 г., водена от унгарския журналист Еуген Гьомьори, преведена и издадена на български.
- „Ревизията на мирните договори“ – 1932 г., организирана от Международния съюз на писателите-демократи.

Председател е на Пловдивския инициативен комитет в защита на мира и културата.
Участва в дейността на Международния комитет за Индия – 1933 г. и придружава Рабиндранат Тагор по време на посещението му в България 1926 г.
„Ако Йордан живееше в държава наполовина голяма колкото Индия, щеше да бъде четири пъти по-популярен от Ганди, защото индиецът бе мистик и агностик, а Ковачев е сангвиник.“ Димитър Гичев
„Йордан Ковачев обича пламенно и с неизказана преданост българския народ, той боготвори въобще човека и е посветил всичките си дарби и сили в тяхна служба. Той е мечтател и борец за един свят съвършен и справедлив, където не ще има място за омразата, злобата и враждата, а човек за човека ще бъде брат и сърцата ще бъдат изпълнени само с безкрайна любов и доброта едно към друго. За тези велики идеи са мечтали и са се борили, както знаем, всички велики реформатори на човечеството, всички благородни умове, всички призвани жреци на истината и себепожертвуванието!“ Делчо Василев

## Семейство
Жени се през 1920 г. за Сийка Влахлиева, студентка по философия, от с. Дъбене, Карловско. Имат две деца Методи и Анка, които завършват право, но поради забрана да работят като адвокати, се насочват в областта на книгоиздаването.